# Syrphoctonus fraudulentus
Syrphoctonus fraudulentus là một loài tò vò trong họ Ichneumonidae.